# ジョージ・マチューナス
ジョージ・マチューナス（George Maciunas リトアニア語名: ユルギス・マチューナス（Jurgis Mačiūnas）1931年11月8日 - 1978年5月9日）は　リトアニア生まれのデザイナー、建築家、現代美術家、フルクサスの創始者として知られる。日本語では「マチュナス」「マチウナス」と表記されることがある。

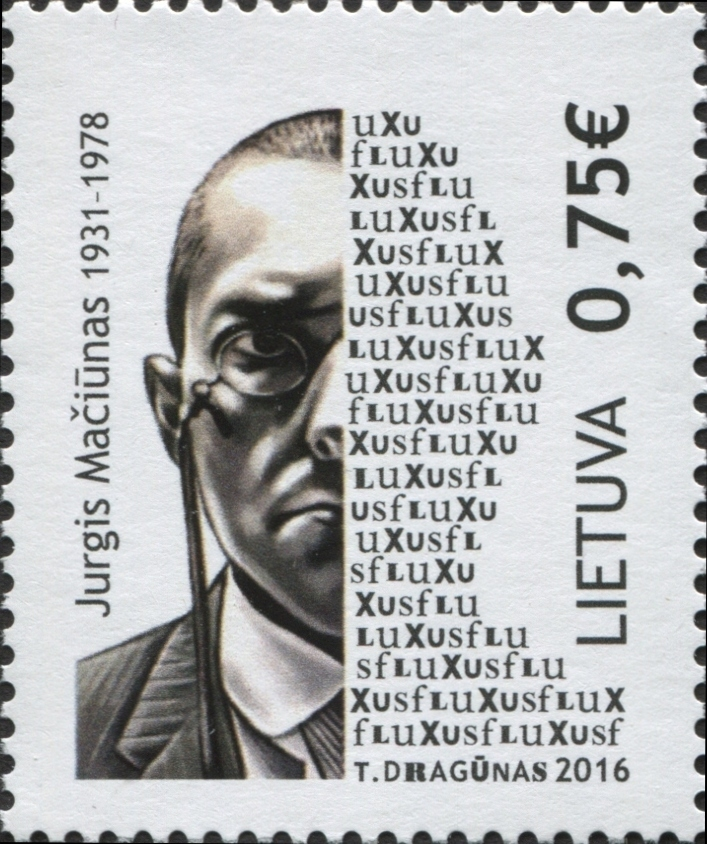
リトアニアの切手（2016年）

## 人物

### 前史
1931年、リトアニアのカウナスで、リトアニア人で建築家の父とロシア人でバレリーナの母の間に生まれた。一家はソ連の侵攻を逃れて、難民として1944年にドイツ、1948年に米国に渡った。
マチューナスは1949年から1952年までクーパー・ユニオンで美術、グラフィック・アート、建築、1952年から1954年までカーネギーメロン大学で建築と音楽、1954年から1960年までニューヨーク大学でヨーロッパとシベリア移民の美術を学んだ。学生時代に過去のあらゆる芸術様式や芸術運動、各学派、芸術家などをまとめた複雑なチャート（未完）を数多く作っている。
1950年代後半の世界的な前衛アートやイヴェントの潮流に共感して、1961年、マディソン・アヴェニューに「AGギャラリー」を設立し、ラ・モンテ・ヤングやジャクソン・マクロウなどの作品を上演し始める。しかし同年秋に同ギャラリーの経営が破綻したので、債権者から逃れるために西ドイツに渡る。当地でアメリカ空軍のデザイナーという職を得て生活が安定し始めると、また芸術活動のプロデュース活動に舞い戻った。

### フルクサス
1962年6月、ヴッパータールでベン・パターソン、ディック・ヒギンズらとともに「小さな夏／ジョン・ケージ以降」というイヴェントを行った。翌7月にはパリの複数の場所で、後にフルクサスのメンバーとなる十数人の作品を上映した。これらの内容は紛れもなく後のフルクサス・コンサートそのものであった。
同年9月、ヴィースバーデン市立美術館で「フルクサス国際現代音楽祭」（全4回）を企画、制作した。フルクサスとはラテン語で「流れる、変化する、下剤をかける」などの意味を持つ。彼は編集していた二番目のアンソロジーのタイトルを「フルクサス」とし、この名前を宣伝のために大々的に用いた。「フルクサス国際現代音楽祭」は大きな反響を呼び、デンマーク・イギリス・フランス・ドイツ・オランダの各都市を巡回。フルクサスは同調した現代美術家を巻き込んで育っていった。
マチューナスは巡回中の1963年2月にフルクサスのマニフェストを書き上げ、フルクサスを共同体としてまとめようとするが、反芸術主義的、全体主義的、社会的、政治的な内容のため、誰もサインしなかった。彼は全てのコンサートが終了した後、ニューヨークのキャナル・ストリートに居を構え、フルクサスのメンバーの名簿の作成、コンサートの企画・運営、新聞の作成などを行い、メンバーの作品を「フルックス・キット」など様々な形態で販売するなど、フルクサスを芸術グループとして組織していった。また世界をいくつかの区分に分け、それぞれの区分に統括責任者を置き、自らはニューヨーク本部のチェアマンとして君臨した。

### フルックス・ハウジング・コーポレイティヴ
1960年代後半にマチューナスは方向転換し、独裁主義的な部分を泣く泣く削り、自らの建築の腕前を生かした「現実的な共同体」を模索した。まず最初に手をつけたのは「ロフトを改造し、内装を整え、芸術家に廉価で売る」という事業だった。これは「フルックス・ハウジング・コーポレイティヴ」と呼ばれ、のちにソーホーが芸術家の街に変貌するきっかけを作った。

### 死
1976年、工事を請け負っていた業者とトラブルを起こして襲撃され、片目を失明、片方の肺を失う。フルクサス・アーティストの励ましでどうにか再起し、1977年夏、マサチューセッツに農場を買い、そこをアーティストの共同生活の場所にしようと考えていたが、体調が悪化した。
1978年2月、数ヶ月仕事を手伝っていた女性と結婚。1978年5月9日にボストンの病院で膵臓癌で死去した。享年46歳。

## 関連文献
- Emmett Williams, Ann Noel, Ay-O (1998). Mr. Fluxus: A Collective Portrait of George Maciunas 1931–1978. Thames & Hudson. ISBN 0-500-97461-6.
- Astrit Schmidt-Burkhardt, Maciunas' Learning Machines. From Art History to a Chronology of Fluxus. With a Foreword by Jon Hendricks. Second, revised and enlarged edition(SpringerWienNewYork, 2011, ISBN 978-3-7091-0479-8)
- Julia Robinson, "The Brechtian Event Score: A Structure in Fluxus", Performance Research (U.K.) Vol. 7, No. 3, September 2002.
- Thomas Kellein, "The Dream of Fluxus" (Edition Hanjorg Mayer, 2007)
- Liz Kotz, "Post-Cagean Aesthetics and the Event Score" (the MIT Press, October, Vol. 95 (Winter, 2001), pp. 54–89)
- Roslyn Bernstein & Shael Shapiro, Illegal Living: 80 Wooster Street and the Evolution of SoHo (Jonas Mekas Foundation), September 2010. www.illegalliving.com ISBN 978-609-95172-0-9
- Der Traum von Fluxus. George Maciunas: Eine Künstlerbiographie. Thomas Kellein, Walther König, 2007. ISBN 978-3-8656-0228-2.
- Petra Stegmann. The lunatics are on the loose… European Fluxus Festivals 1962–1977. Down with art! Potsdam, 2012, ISBN 978-3-9815579-0-9.